# Liste der denkmalgeschützten Objekte in Hittisau
Die Liste der denkmalgeschützten Objekte in Hittisau enthält die 15 denkmalgeschützten, unbeweglichen Objekte der Vorarlberger Gemeinde Hittisau im Bregenzerwald.

## Denkmäler
| Foto |                 | Denkmal                                                                                | Standort                                  | Beschreibung | Metadaten |
| ---- | --------------- | -------------------------------------------------------------------------------------- | ----------------------------------------- | --- | --- |
| ja   | Datei hochladen | Sägewerk HERIS-ID: 23433 Objekt-ID: 19787                                              | bei Ließenbach 119 Standort KG: Bolgenach | Das Wohnhaus des Sägewerks wurde in Blockbauweise errichtet. | BDA-Hist.: Q37876435 Status: Bescheid Stand der BDA-Liste: 2025-06-30 Name: Sägewerk GstNr.: 1249/2 Sägewerk, bei Ließenbach 119                                                       |
| ja   | Datei hochladen | Kapelle hl. Michael HERIS-ID: 23437 Objekt-ID: 19791                                   | Reute Standort KG: Bolgenach              | Michaelskapelle im Weiler Reute. Blendarkaden im Langhaus, polygonaler kreuzgewölbter Chor sowie Dachreiter mit Spitzhelm aus dem 17. Jahrhundert; im 19. Jahrhundert mit einer hölzernen Vorhalle erweitert; Hochaltar aus 1660 mit Statue des hl. Michael. | BDA-Hist.: Q1601332 Status: § 2a Stand der BDA-Liste: 2025-06-30 Name: Kapelle hl. Michael GstNr.: .103 Hl Michael in Reute, Hittisau                                                  |
| ja   | Datei hochladen | Straßenbrücke, Kommabrücke HERIS-ID: 22376 Objekt-ID: 18707                            | Standort KG: Bolgenach                    | Die gedeckte Holzbrücke verbindet die Katastralgemeinden Bolgenach und Hittisau über die Bolgenach. Sie wurde vermutlich bereits um 1720 erbaut. | BDA-Hist.: Q37869158 Status: § 2a Stand der BDA-Liste: 2025-06-30 Name: Straßenbrücke, Kommabrücke GstNr.: 1544/3 Kommabrücke Hittisau                                                 |
| ja   | Datei hochladen | Straßenbrücke, Engelbrücke (Auenbrücke) HERIS-ID: 23436 Objekt-ID: 19790               | Standort KG: Bolgenach                    | Die gedeckte Holzbrücke im Auentobel, errichtet 1870, wurde in den letzten Tagen des Zweiten Weltkriegs gesprengt und in der Folge wiederhergestellt. Sie hat eine lichte Weite von 34,1 m und eine Gesamtlänge von 39,2 m. | BDA-Hist.: Q37876449 Status: § 2a Stand der BDA-Liste: 2025-06-30 Name: Straßenbrücke, Engelbrücke (Auenbrücke) GstNr.: 1550/7 Engelbrücke (Auenbrücke), Hittisau                      |
| ja   | Datei hochladen | Straßenbrücke, Kommabrücke HERIS-ID: 23438 Objekt-ID: 19792                            | Standort KG: Hittisau                     | Die gedeckte Holzbrücke verbindet die Katastralgemeinden Bolgenach und Hittisau über die Bolgenach. Sie wurde vermutlich bereits um 1720 erbaut. | BDA-Hist.: Q64026661 Status: § 2a Stand der BDA-Liste: 2025-06-30 Name: Straßenbrücke, Kommabrücke GstNr.: 3169/1 Kommabrücke Hittisau                                                 |
| ja   | Datei hochladen | Bauernhof (Anlage) HERIS-ID: 23426 Objekt-ID: 19780                                    | Großenbündt 147 Standort KG: Hittisau     | | BDA-Hist.: Q37876397 Status: Bescheid Stand der BDA-Liste: 2025-06-30 Name: Bauernhof (Anlage) GstNr.: 1491/4, 1491/5 Großenbündt 147, Hittisau                                        |
| ja   | Datei hochladen | Bauernhof (Anlage) HERIS-ID: 23425 Objekt-ID: 19779                                    | Helmisau 117 Standort KG: Hittisau        | | BDA-Hist.: Q37876383 Status: Bescheid Stand der BDA-Liste: 2025-06-30 Name: Bauernhof (Anlage) GstNr.: .225 Helmisau 117, Hittisau                                                     |
| ja   | Datei hochladen | Brunnen HERIS-ID: 23417 Objekt-ID: 19771                                               | Kirchplatz Standort KG: Hittisau          | | BDA-Hist.: Q37876352 Status: § 2a Stand der BDA-Liste: 2025-06-30 Name: Brunnen GstNr.: 3190/2                                                                                         |
| ja   | Datei hochladen | Mesnerhaus, Kaplanhaus HERIS-ID: 21506 Objekt-ID: 17826                                | Platz 195 Standort KG: Hittisau           | Das ehemalige Kaplanhaus, 1773/1794 auf einem Hügel errichtet, ist ein Strickbau auf gemauertem Socke, der mit dem Pfarrhof und dem Benefiziatenhaus ein bauliches Ensemble bildet. 2009 wurde es nach jahrelangem Leerstand von Privatpersonen erworben und unter der Federführung von Architekt Walter Beer mit Augenmerk auf die Wiederverwendung alter Teile generalsaniert. | BDA-Hist.: Q37862966 Status: Bescheid Stand der BDA-Liste: 2025-06-30 Name: Mesnerhaus, Kaplanhaus GstNr.: 1064                                                                        |
| ja   | Datei hochladen | Pfarrhof HERIS-ID: 21614 Objekt-ID: 17934                                              | Platz 248 Standort KG: Hittisau           | Der alte Pfarrhof ist ein zweigeschoßiger Blockbau mit Schindelpanzer und Vollwalmdach. | BDA-Hist.: Q37863804 Status: § 2a Stand der BDA-Liste: 2025-06-30 Name: Pfarrhof GstNr.: .139                                                                                          |
| ja   | Datei hochladen | Bauernhof, Bergmann-Haus HERIS-ID: 23428 Objekt-ID: 19782                              | Rain 178 Standort KG: Hittisau            | Das Geburtshaus des Historikers und Numismatikers Josef von Bergmann ist ein Einhof mit Schindelpanzer und traufseitigem Schopf. | BDA-Hist.: Q37876410 Status: Bescheid Stand der BDA-Liste: 2025-06-30 Name: Bauernhof, Bergmann-Haus GstNr.: .102                                                                      |
| ja   | Datei hochladen | Kapelle Mariä Himmelfahrt HERIS-ID: 21613 Objekt-ID: 17933seit 2017                    | bei Sippersegg 272 Standort KG: Hittisau  | Die runde Kapelle mit Vorhalle und offenem Dachstuhl wurde im Jahr 1953 erbaut. | BDA-Hist.: Q37863794 Status: Bescheid Stand der BDA-Liste: 2025-06-30 Name: Kapelle Mariä Himmelfahrt GstNr.: 2867/1 Mariä-Himmelfahrt-Kapelle (Hittisau)                              |
| ja   | Datei hochladen | Bauernhof, Eisenwaren Hagspiel HERIS-ID: 21612 Objekt-ID: 17932                        | Windern 24 Standort KG: Hittisau          | | BDA-Hist.: Q37863766 Status: Bescheid Stand der BDA-Liste: 2025-06-30 Name: Bauernhof, Eisenwaren Hagspiel GstNr.: 621 Windern 24, Hittisau                                            |
| ja   | Datei hochladen | Kath. Pfarrkirche hl. Drei Könige und Arkadenfriedhof HERIS-ID: 23418 Objekt-ID: 19772 | Standort KG: Hittisau                     | 1843 bis 1845 erbaute Saalkirche im klassizistischen Stil mit historischer Orgel (1868) von Alois Schönach und großes Deckengemälde (Jüngstes Gericht) von Waldemar Kolmsperger dem Jüngeren. | BDA-Hist.: Q1230921 Status: § 2a Stand der BDA-Liste: 2025-06-30 Name: Kath. Pfarrkirche hl. Drei Könige und Arkadenfriedhof GstNr.: .143, 1056 Pfarrkirche HL. Drei Könige (Hittisau) |
| ja   | Datei hochladen | Straßenbrücke, Liessenbachbrücke (Branderauerbrücke) HERIS-ID: 23419 Objekt-ID: 19773  | Standort KG: Hittisau                     | Die gedeckte Holzbrücke mit verstärktem Hängesprengwerk wurde im Jahr 1855 erbaut. | BDA-Hist.: Q37876370 Status: § 2a Stand der BDA-Liste: 2025-06-30 Name: Straßenbrücke, Liessenbachbrücke (Branderauerbücke) GstNr.: 3244 Ließenbachbrücke Hittisau                     |

## Ehemalige Denkmäler
| Foto |                 | Denkmal                                 | Standort                         | Beschreibung | Metadaten                                                                                            |
| ---- | --------------- | --------------------------------------- | -------------------------------- | --- | --- |
| ja   | Datei hochladen | Kriegerdenkmal Objekt-ID: 19770bis 2014 | Kirchplatz Standort KG: Hittisau | Das alte Kriegerdenkmal in Hittisau wurde im 21. Jahrhundert abgerissen, um den Platz vor der Kirche neu zu gestalten. | BDA-Hist.: Q106656134 Status: § 2a Stand der BDA-Liste: 2014-06-27 Name: Kriegerdenkmal GstNr.: .396 |